# 20/20 (George Benson)
L'album 20/20, uscito nel 1985, oltre alla chitarra elettrica e alla voce soul di George Benson, si avvale della collaborazione di artisti tra i più importanti, quali Paulinho da Costa, Patti Austin, Michael Sembello, Marcus Miller, Nathan East, George Coleman e molti altri ancora; ha raggiunto la 9ª posizione in Norvegia.

## Tracce
Prodotte da Michael Masser *
Co-prodotta da Michael Sembello e Daniel Sembello **
1. No one emotion'' - 3:55
2. Please don't walk away'' - 3:51
3. I just wanna hang around you - 4:41
4. Nothing's Gonna Change My Love for You'' - 4:04 *
5. Beyond the sea (la mer) - 4:10
6. 20/20 - 4:07
7. New day - 4:27
8. Hold me '' - 4:02 **
9. Stand up - 5:07
10. You are the love of my life'' - 2:50 * in duetto con Roberta Flack